# Václav Pichl
Václav (ook wel Wenzel of Wenceslaus)  Pichl (Bechyně, 25 september 1741 – Wenen, 23 januari 1805) was een Tsjechische klassieke componist. Ook was hij violist, dirigent en schrijver. 

## Biografie
Pichl kreeg zijn eerste muzikale onderwijs in Bechyně van schoolleraar en koorleider Jan Pokorný. Tussen 1752 en 1758 was hij zanger bij de Jezuïtische school van Březnice, waarna hij naar Praag vertrok. Daar speelde hij viool bij het Sint-Wenceslaus-seminarie, en studeerde hij filosofie, theologie en rechten aan de universiteit.
In 1762 kreeg hij een aanstelling als eerste violist bij de Týnkerk en studeerde contrapunt bij organist Josef Seger. In 1765 zorgde zijn later goede vriend Karl Ditters von Dittersdorf voor een aanstelling bij het privé-orkest van Bisschop Adam Patachich in Nagyvarad (nu Oradea), Roemenië. Het orkest hield op te bestaan in 1769 en Pichl keerde terug naar Praag waar hij kapelmeester werd van Graaf Ludwig Hartig.
Rond 1770 werd hij eerste violist in het theater van het Weense hof. In 1779 vertrok hij naar Milaan waar hij tot 1796 werkte als dirigent en persoonlijke bediende van de Oostenrijkse gouverneur van Lombardije, aartsbisschop Fernando d’Este. Na de Franse invasie van 1796 keerde Pichl terug naar Wenen, waar hij in 1805 op 63-jarige leeftijd overleed.

## Muziek
Pichl schreef, volgens een door hemzelf gemaakte lijst, ongeveer 900 composities, waaronder 20 opera’s, 30 missen, 89 symfonieën en 30 concerten. Verder schreef hij nog een grote hoeveelheid kamermuziek. Van sommige werken is niet zeker of hij ze geschreven heeft, en van sommige werken van andere componisten zoals Joseph Haydn en Dittersdorf wordt vermoed dat ze geschreven zijn door Pichl. 
Pichls stijl lijkt op die van Dittersdorf en die van Haydn in diens middenperiode. Zijn gebruik van chromatiek doet denken aan het werk van Mozart. In de stukken die hij schreef in de sonatevorm is er een duidelijk contrast te zien tussen de twee thema’s, waarvan het eerste energiek is en het tweede een melodischer karakter heeft. Ook componeerde hij lange doorwerkingen.
Zijn werken voor viool solo, waarin een veelvoud aan technieken wordt toegepast, worden ook nu nog gewaardeerd om hun pedagogische waarde.  